# Darwin (Minnesota)
Darwin es una ciudad ubicada en el condado de Meeker en el estado estadounidense de Minnesota. En el Censo de 2010 tenía una población de 350 habitantes y una densidad poblacional de 62,91 personas por km².

## Geografía
Darwin se encuentra ubicada en las coordenadas 45°5′46″N 94°24′52″O / 45.09611, -94.41444, en el centro-este del condado de Meeker, a lo largo de la Ruta Estadounidense 12, que atraviesa la parte noreste de la ciudad. Según la Oficina del Censo de los Estados Unidos, Darwin tiene una superficie total de 5.56 km², de la cual 5.15 km² corresponden a tierra firme y (7.45%) 0.41 km² es agua.

## Demografía
Según el censo de 2010, había 350 personas residiendo en Darwin. La densidad de población era de 62,91 hab./km². De los 350 habitantes, Darwin estaba compuesto por el 96.86% blancos, el 0.29% eran afroamericanos, el 0% eran amerindios, el 0.29% eran asiáticos, el 0% eran isleños del Pacífico, el 1.43% eran de otras razas y el 1.14% pertenecían a dos o más razas. Del total de la población el 3.43% eran hispanos o latinos de cualquier raza.